# 결흠
결흠(炔欽, ? ~ ?)은 전한 말기의 유학자로, 자는 유경(幼卿)이며 제군 사람이다.

## 행적
허상의 밑에서 수학하였고, 허상의 제자들 중 글솜씨로 두각을 드러내었다.
건평 원년(기원전 6년), 대사공 사단이 상주문을 속관에게 대신 쓰게 한 죄로 벌을 받게 되었다. 박사 결흠은 동료 신함(申咸)과 함께 그를 변호하였으나, 상서(尙書)의 탄핵을 받아 감봉되었다.

## 출전
- 반고, 《한서》 권86 하무왕가사단전·권88 유림전